# Johannes Diederikus Kruseman

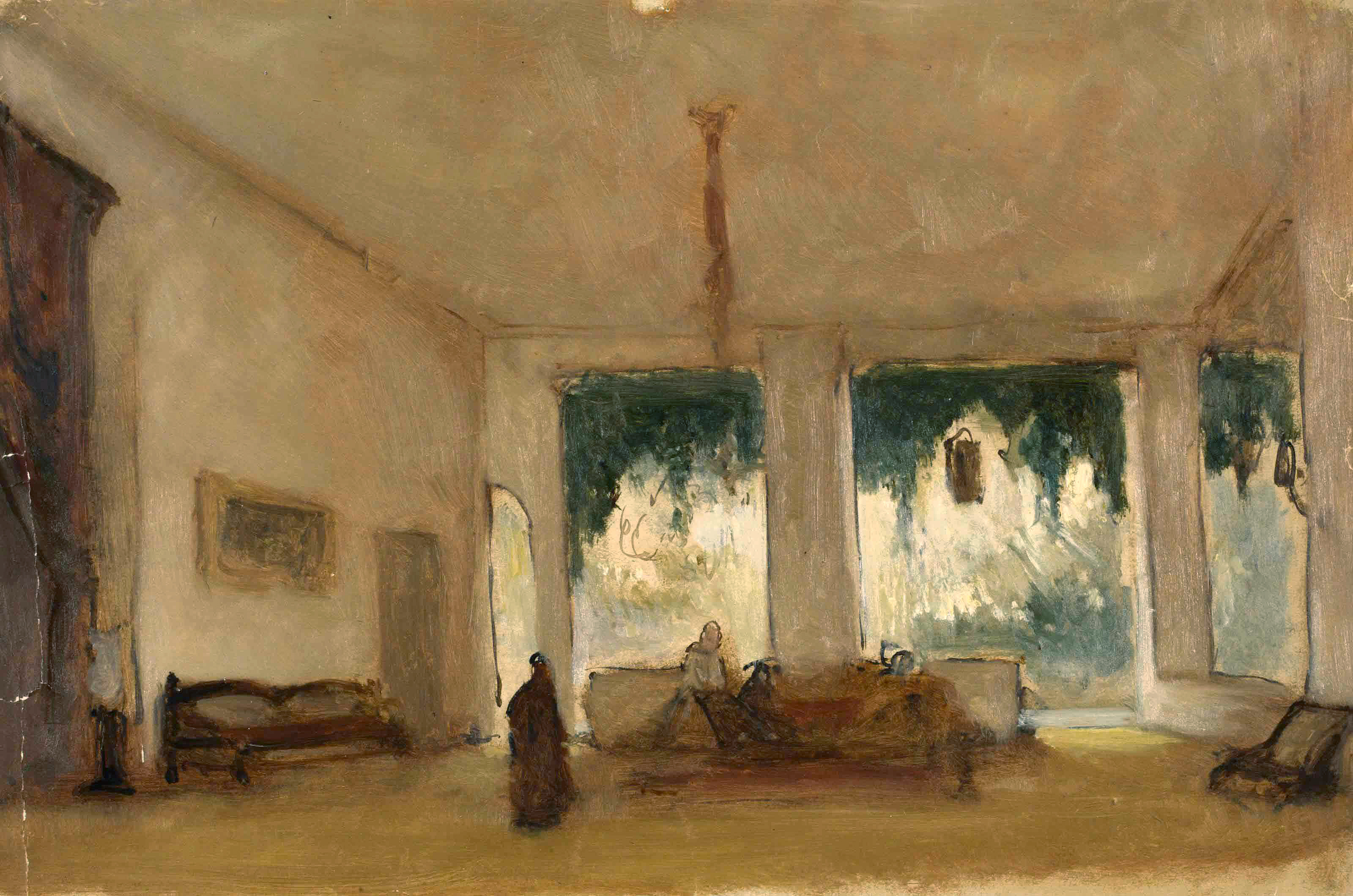
J.D. Kruseman, een indonesisch interieur.

Johannes Diederikus Kruseman (Valkenswaard, 15 augustus 1828 – Den Haag, 8 juni 1918), was een Nederlandse kunstschilder, hoewel niet van beroep.
Johannes Diederikus Kruseman werd geboren als zoon van Johannes Diederik Kruseman (1794-1861) en diens derde vrouw, A. M. Ross. Van 1841 tot 1846 studeerde hij aan de kunstacademie in Den Haag bij Jacobus Everhardus Josephus van de Berg (1802-1861). Hij schilderde, voor zijn plezier, in het bijzonder stadsgezichten, maar bekwaamde zich ook in de lithografie en het etsen. Voor zijn kunstverzameling reisde hij regelmatig naar Duitsland, België en Frankrijk, maar ook, in 1847, in gezelschap van zijn oom, de kunstschilder Cornelis Kruseman, naar Italië. In 1858 werd hij secretaris van het in 1847 opgerichte schilderkunstig genootschap Pulchri Studio. Deze functie bleef hij vervullen tot 1862, toen hij naar het toenmalige Nederlands Oost-Indië (nu Indonesië) vertrok om na de dood van zijn vader de leiding van diens suikerfabriek over te nemen.
Een ets, Vrouw voor een kerkpoort, van zijn hand bevindt zich in het Rijksprentenkabinet.